# De tuin der lusten
De tuin der lusten is de titel die traditioneel gegeven wordt aan een drieluik van de Zuid-Nederlandse schilder Jheronimus Bosch dat zich bevindt in het Prado in Madrid. Het neemt een bijzondere plaats in binnen de Europese kunstgeschiedenis vanwege zijn unieke laat-middeleeuwse beeldtaal. Over de precieze betekenis ervan zijn de meningen verdeeld. De meeste auteurs zijn het erover eens dat de schilder hier de zondigheid van de mensheid aan de kaak stelt. Volgens de laatste inzichten zou het hier gaan om een ‘schijnparadijs’, waarin de mensheid zich waant in een situatie zoals die bestond voor de zondeval, zonder besef van gevaar en zonder kennis van goed en kwaad. Ook al heeft het de vorm van een triptiek, het is nooit bedoeld als altaarstuk. Het wordt in 1517 voor het eerst vermeld in geschreven bronnen in de Grote Zaal van het Paleis van Nassau op de Hofberg (nu Kunstberg) in Brussel.

## Voorstelling
De tuin der lusten bestaat in feite uit vier schilderijen: een voorstelling in gesloten stand (buitenzijde) en drie voorstellingen in geopende stand (binnenzijde). Deze vier voorstellingen zijn zowel fysiek als inhoudelijk met elkaar verbonden. Aangenomen wordt dat de voorstelling in gesloten stand gezien moet worden als inleiding tot de hoofdvoorstelling aan de binnenzijde.

### Buitenzijde

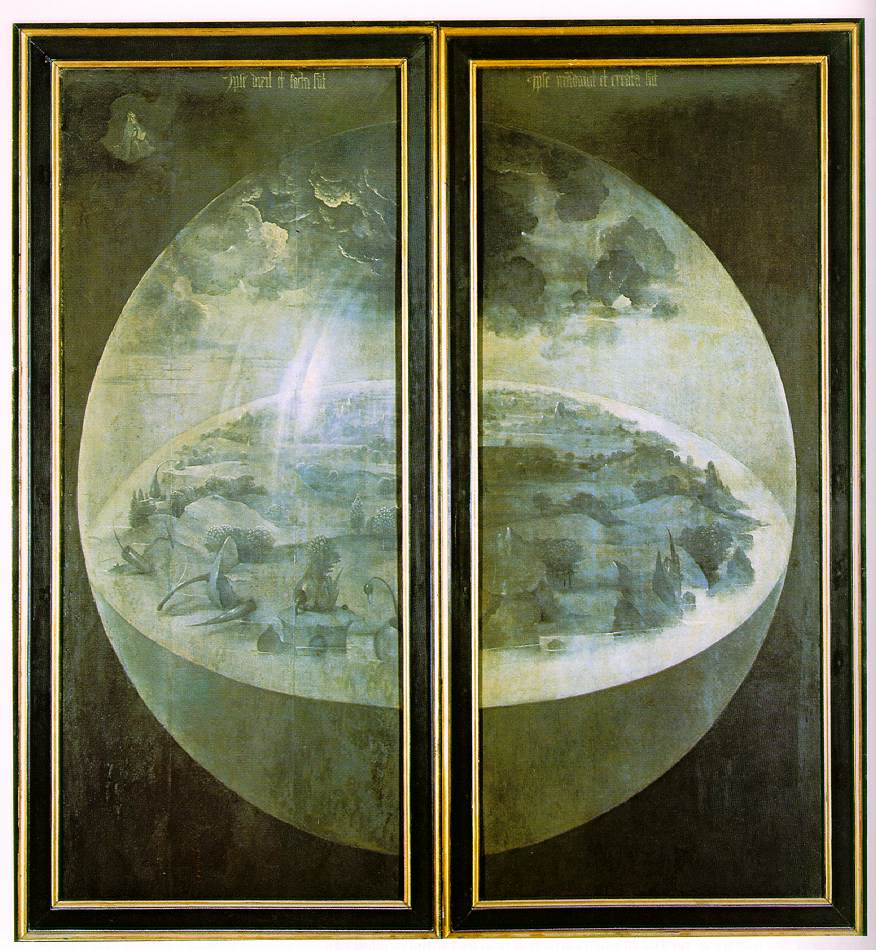
Buitenzijde

Op de buitenzijde is een grote bol geschilderd, die de hemelbol voorstelt met daarbinnen, op een plat vlak, de aarde. Deze bol geeft de wereld weer na de derde dag van het scheppingsverhaal volgens het boek Genesis. De aarde is op dat moment nog onbewerkt en bevat nog geen dieren. Wel groeien er vreemde, stekelige planten en pakken zich in de lucht donkere wolken samen. God zelf zweeft linksboven boven de aarde. Naast hem staat verdeeld over de twee panelen in het Latijn de tekst:

Ipse dixit et facta sunt. Ipse mandavit et creata sunt.(Hij sprak en het was er. Hij gebood en zij waren geschapen.)
— Ps. 33:9, 148:5.

De manier waarop de schilder de wereld heeft weergegeven houdt het midden tussen een aardglobe, zoals deze voor het eerst in 1492 in Neurenberg werden gemaakt, en middeleeuwse kaarten, zogenaamde mappae mundi, die de wereld voorstellen als een platte cirkel met daarin schematisch de drie tot dan toe bekende continenten ingetekend. Het is niet onmogelijk dat Bosch bekend was met deze Neurenbergse globes, omdat 's-Hertogenbosch destijds intensieve handelscontacten onderhield met Neurenberg. Volgens Bosch-kenner Charles de Tolnay is Bosch de eerste schilder die de wereld op deze manier afbeeldde. Tot dan toe werd de hemelbol voorgesteld als een bol in Gods hand. De figuur van God komt sterk overeen met de Schepper boven op de koperen doopvont in de Sint-Janskathedraal. Dit doopvont werd in 1492 gemaakt door de Maastrichtse beeldhouwer Aert van Tricht.

### Linker binnenluik

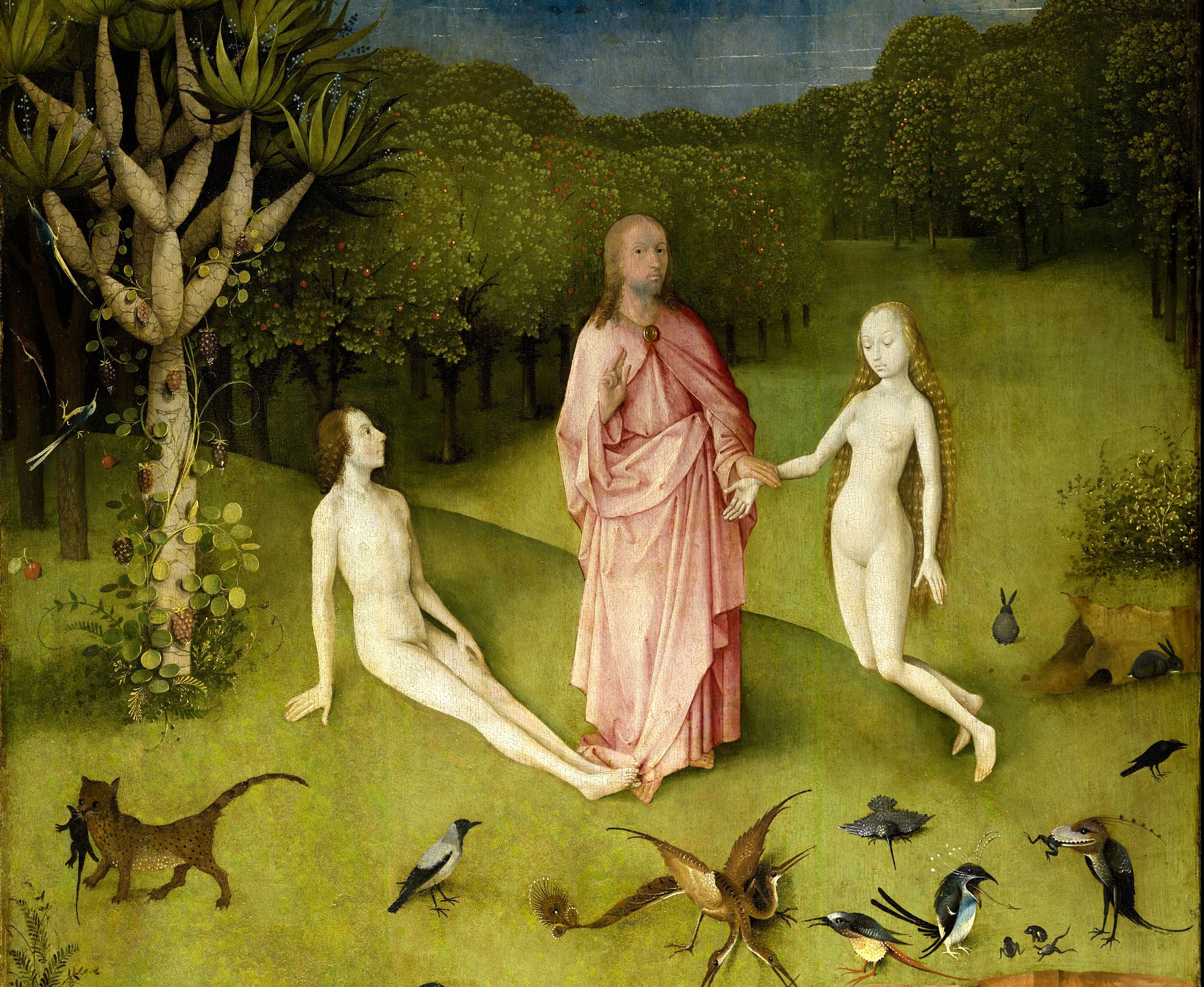
Detail: de 'schepping van Eva' met links een drakenboom, die in Noord-Afrika en op de Canarische Eilanden groeit. De boom is getooid met vruchten, die aan braambessen doen denken.

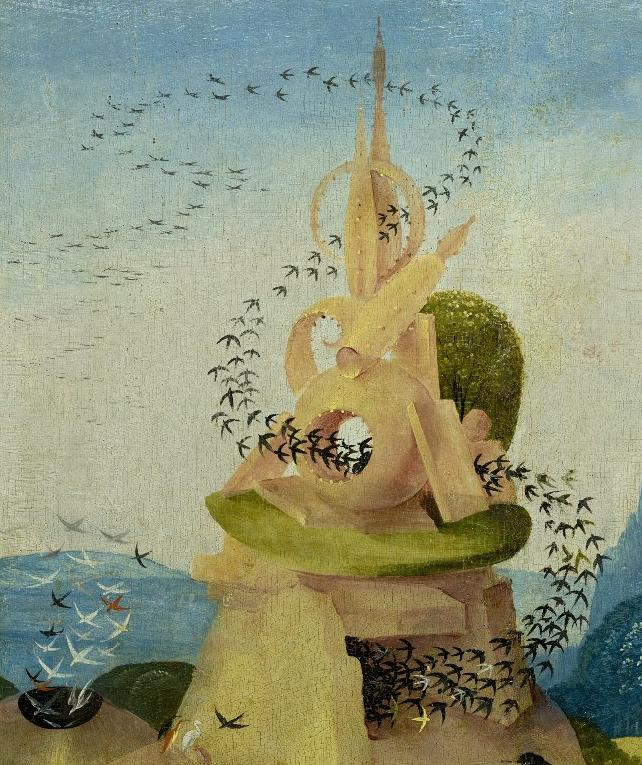
Detail: Zwermen veelal witte vogels vliegen links een donker gat binnen en rechts vliegen veelal donkere vogels naar buiten en naar boven, in de achtergrond van het linkerpaneel.

In geopende stand gaat het verhaal verder op het linkerpaneel. Hier zijn afgebeeld Adam en Eva ter weerszijden van God (die als jongeman meer op Jezus lijkt en de toeschouwer recht aankijkt). Ze staan in een fantasielandschap met daarin verschillende exotische dieren en planten, zoals een drakenboom, een olifant en een giraffe. Sommige auteurs denken dat de schilder hier het paradijshuwelijk heeft afgebeeld (Genesis 1:28). Volgens kunsthistoricus Till-Holger Borchert interesseert Bosch zich hier niet voor de schepping van Eva, de zondeval of de verdrijving uit het paradijs, maar concentreert de schilder zich 'op het met Gods zegen voltrokken paradijselijke huwelijk van het eerste mensenpaar aan het begin van het christelijke heilsplan'. Daarbij knoopt Bosch aan bij conventionele verlovings- en huwelijksvoorstellingen, zoals de Arnolfini-bruiloft van Jan van Eyck.
Andere auteurs denken dat het hier gaat om de schepping van Eva. Hoe dit ook zij, de voorstelling is gesitueerd in het Aards Paradijs op een moment voor de zondeval. Voor de dieren lijkt dit echter niet te gelden. Zo heeft een katachtig dier een hagedis in zijn bek en heeft een beer in de achtergrond een hert overmeesterd. Het zou kunnen dat de schilder zich op die manier in een theologische discussie mengt over de vraag of dieren van nature zondig zijn. Maar het kan ook een verwijzing zijn naar de komende zondeval.
|  |  |

Volgens kunsthistoricus Jos Koldeweij heeft Bosch veel planten en dieren naar het leven geschilderd. Als voorbeelden noemt hij de olifant en de zeehond. Beide dieren heeft Bosch met eigen ogen kunnen zien. Olifanten waren, zij het zeer zelden, aanwezig op kermissen en dergelijke en zeehonden werden soms, weliswaar niet meer levend, in hun geheel aangeboden op de markt voor zeehondenvlees en -bont. Voor andere, meer exotische dieren, moest de schilder zich behelpen met voorbeelden van anderen. De drakenboom, bijvoorbeeld, is bijna in zijn geheel overgenomen van een gravure van Martin Schongauer, terwijl de giraffe – die in deze vorm overigens ook voorkomt op een van Bosch’ Zondvloedpanelen – vrijwel identiek is aan een tekening in de manuscriptversie van het boek Egyptische reis van de Italiaanse antiquair Cyriacus van Ancona en dus waarschijnlijk teruggaat op een gemeenschappelijk origineel. Mogelijk is de drakenboom de boom van kennis van goed en kwaad. In het middenpaneel worden rechts vruchten van de bomen geplukt en wordt er veelvuldig van vruchten gegeten. Sommige figuren zijn afgebeeld met vruchten, anderen met vogels op het hoofd. Op het middenpaneel zijn ook vier rivieren, die aan de boom van kennis zouden zijn ontsprongen.

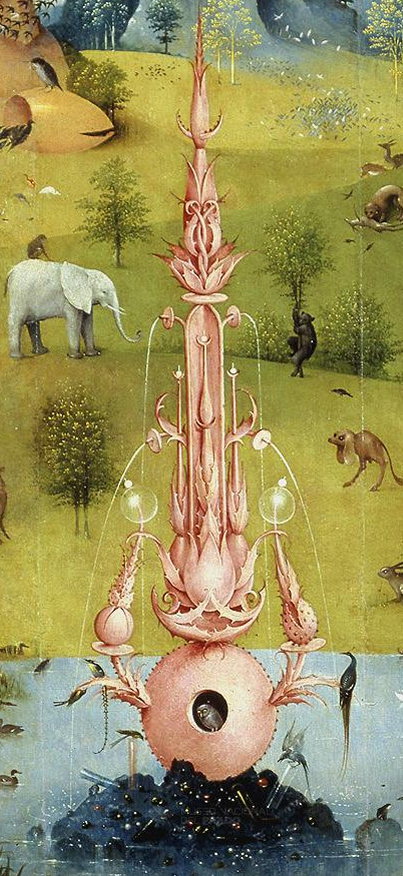
Detail: levensbron (?), met een uil in het centrum van de onderste cirkel, geflankeerd door andere vogels

De stekelige, roze paradijsfontein is waarschijnlijk een vruchtbaarheidssymbool of levensbron. Bovenin bevindt zich een halvemaan, die misschien verwijst naar ongeloof. De uil in een donkere nis in deze fontein was in Bosch' tijd het symbool van het kwaad, omdat het kleine, nietsvermoedende vogels naar zich toe lokt en vervolgens toeslaat. In dit licht zou de uil een verwijzing kunnen zijn naar de verleiding van Adam door Eva, die uiteindelijk tot hun verdrijving uit het paradijs zou leiden. De uil laat zich misschien ook verklaren door een refrein van de dichter Jan van Stijevoort uit omstreeks 1524, dat luidt:

Ghelyc die steenuuls opden dach verbolghen
hen selven berghen voer tschijn der sonnen
Soe doen dees liefkens die niet en volghen
thuwelic alsoot eerst was begonnen(Zoals de op het daglicht verbolgen steenuil zichzelf verbergt voor het zonlicht,
zo handelen deze liefjes die het huwelijk niet volgen zoals het bedoeld is)

### Middenpaneel

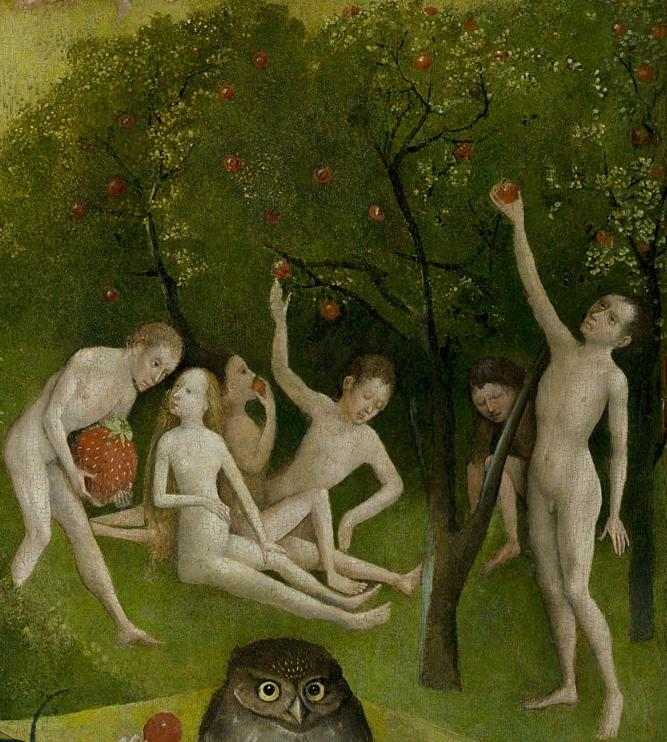
Detail: een groep plukt rode appels van een boom. Een man draagt een grote aardbei, met een uil op de voorgrond.

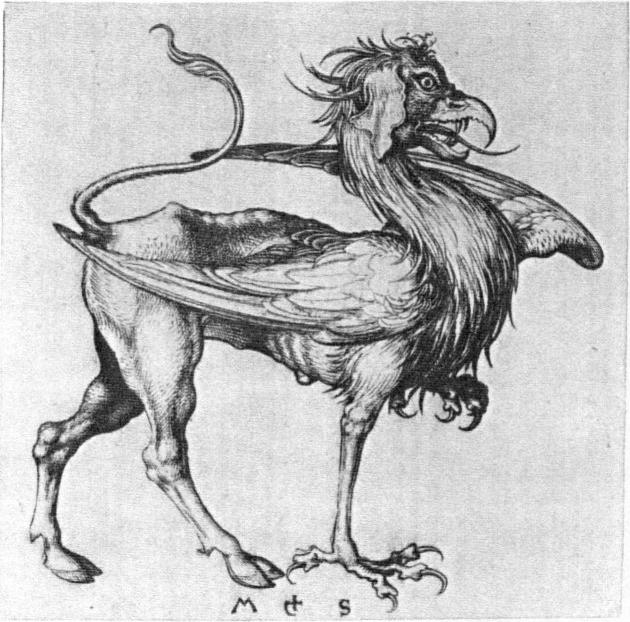
Martin Schongauer, griffioen, 1475-1485

Het middenpaneel sluit naadloos aan op het linkerpaneel. Het landschap is vrijwel hetzelfde en bevat dezelfde vreemde rotsformaties en exotische flora en fauna. Op details is het middenpaneel echter compleet anders; zo bevat het onmogelijke elementen, zoals een plant, die uit een ei groeit, mansgrote vruchten, vliegende vissen en fabeldieren, zoals een griffioen – die de schilder ontleende aan een gravure van Martin Schongauer – zeemeerminnen en zeeridders. Het lijkt alsof de schilder Gods schepping hier ondersteboven keert. Het krioelt er van de naakte mensen. Kinderen en oude mensen ontbreken. Onder de mensen bevinden zich behaarde wilden, in de kunst en literatuur van Bosch' tijd ongecultiveerde, goddeloze types, die in verband gebracht werden met een ongeremde seksualiteit. De schilder beeldt ze af als vrouw, waarmee hij dus seksueel ongeremde vrouwen lijkt te hebben willen afbeelden. Onder de mensen bevinden zich ook enkele negroïde vrouwen. Ook deze hadden in de middeleeuwen een negatieve betekenis en werden in verband gebracht met het kwaad, terwijl de zeemeermin in Bosch' tijd gebruikt werd als zinnebeeld voor de verleiding.
De mensen op de voorgrond eten van enorme vruchten. Volgens De Tolnay zijn ‘de kersen, de aardbeien, de frambozen en de druiven [...] niets anders dan de goddeloze symbolen van geslachtelijke lust’. De appelvormige borst, zo gaat hij verder, roept associaties op met de vrouwelijke borst, terwijl de vogels ontucht en schande symboliseren, de zeevis wellust en angst en de schelp de vrouwelijkheid. De glazen bol rondom een minnend paar en de glazen stolp, waaronder zich drie personen bevinden, illustreert volgens hem het spreekwoord ‘Geluk en glas, zij breken ras’.

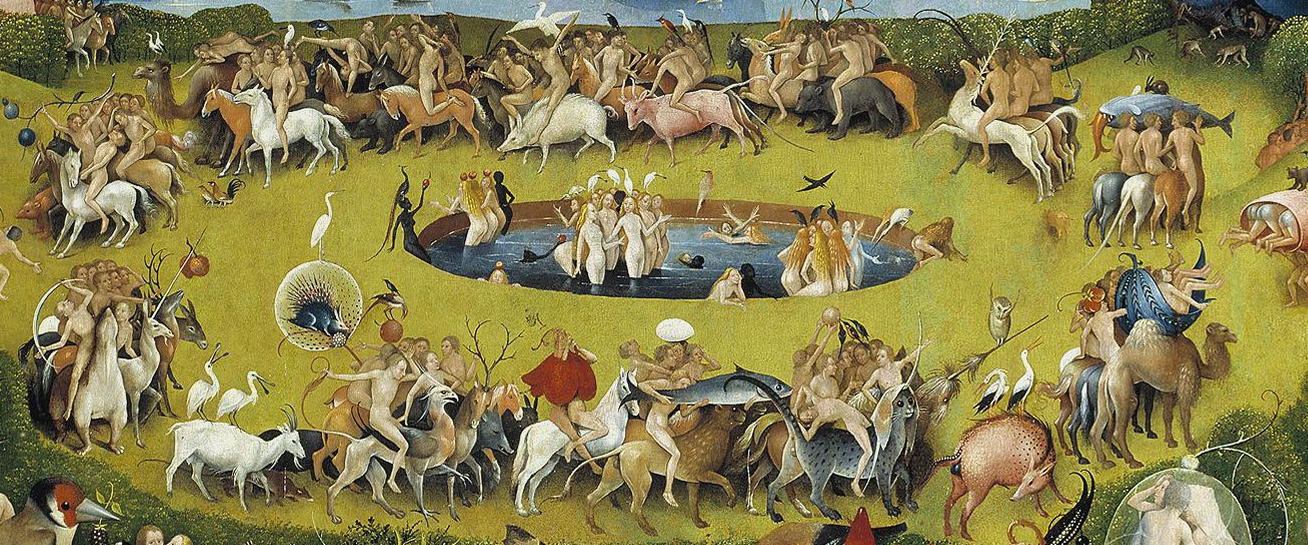
Detail: moreskendans (?) In de vijver zijn drie groepen vrouwen, links met rode vruchten, in het midden met witte vogels (lepelaars) en rechts met zwarte vogels (kauwtjes) op het hoofd. De rondrijdende menigte heeft vaak vogels op het hoofd. Ook worden grote vissen meegedragen. De putter links, die een man een grote braam te eten geeft, maakt onderdeel uit van een groep grote vogels, die mensen draagt. Er zijn meer vogels die mensen vruchten te eten geven.

Centraal op het middenpaneel rijdt een bonte stoet mannen tegen de klok in om een vijver met vrouwen. Deze rondrit ontleende de schilder aan moraalliteratuur, waarin dergelijke rondritten gelijkgesteld werden met zondigheid en lustverslaving. Hij zou ook kunnen samenhangen met de zogenaamde ‘moreskendans’, die vaak een erotische lading had. Het fallussymbool van een van de rijdieren verwijst hiernaar. Bovendien rijden de mannen op en tussen dieren, waarmee de schilder lijkt te willen aangeven dat de mens zich door dierlijke driften laat leiden.
In de achtergrond op het middenpaneel komen dezelfde wonderlijke rotsformaties voor als die op het linkerpaneel. Te midden van deze rotsformaties staat ook eenzelfde soort fontein als op het paradijspaneel. Alleen hier loert geen uil onderin door een gat, maar is er een bebaarde man, die een jonge vrouw betast. De Tolnay meent in deze ‘Fontein van de Echtbreuk’ – zoals hij hem noemt – een halvemaan te herkennen, het teken van ongeloof. De vier rotsformaties noemt hij overigens de ‘burchten der ijdelheid’. Uit het meer waar deze fontein in staat ontspringen vier rivieren, wat een verwijzing zou zijn naar het paradijs.

### Rechter binnenluik

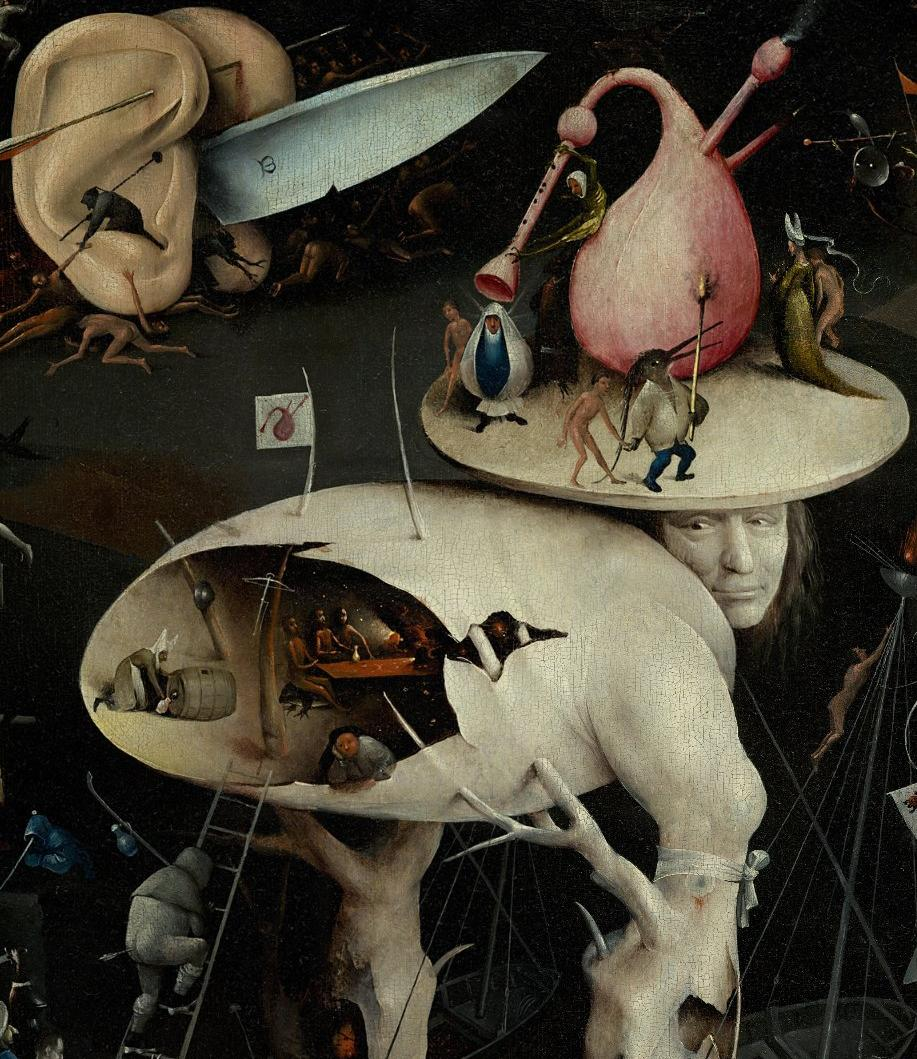
Detail: boommens

Op het rechterpaneel is de hel afgebeeld, waarin de verdoemden de verschrikkelijkste straffen ondergaan. Het komt met het middenpaneel overeen in de zin dat ook hier groepen mensen zijn afgebeeld, die naar zonde gerangschikt lijken te zijn en gezamenlijk bestraft worden. Muziekinstrumenten als een draailier, een mandoline en een harp, zijn hier, als attributen van de zonde, enorm uitvergroot en veranderd in martelwerktuigen. In het midden hurkt een wit monster staande op uitgeholde boomstammen en met een eivormige romp, waarin zich een herberg bevindt, waar zondaars bediend worden door een heks. Zijn hoofd draagt een plateau, waarop demonen en heksen verdoemden eindeloos rondjes laten maken rondom een enorme doedelzak. Van dit witte monster is ook een tekening bekend, die zich in het Albertina in Wenen bevindt (zie Boommens). De zondaars in de romp van deze boommens zijn vermoedelijk Vastenavondvierders.
Rechts van de boommens is te zien hoe een groepje soldaten gefolterd wordt. Een van hen wordt door een duivel doorboord met een groot zwaard, terwijl anderen moeten toekijken hoe een soldaat in harnas verslonden wordt door een roedel draakachtige honden. Zijn rechterhand omklemt het uiteinde van een vaandel met daarop een pad – het symbool van de duivel – en met zijn andere hand houdt hij een miskelk vast. Een dergelijke foltering wordt op het schilderij de Zeven Hoofdzonden, dat eveneens aan Bosch toegeschreven wordt, voorgesteld als de straf voor zondaars die zich schuldig hebben gemaakt aan invidia (afgunst). De miskelk, daarentegen, is mogelijk een verwijzing naar avaritia (hebzucht). In de prozatekst Die Spiegel der Sonden uit 1434-1436 wordt deze zonde op één lijn gesteld met oorlogszuchtige personen, die er niet voor terugdeinzen ‘[te] rouen op mennige gewide stede ende nemen der kircken oer guet ende doen si ducke verbernen’ ([te] roven op tal van gewijde plaatsen en [te] stelen uit kerken, die zij vaak platbranden).

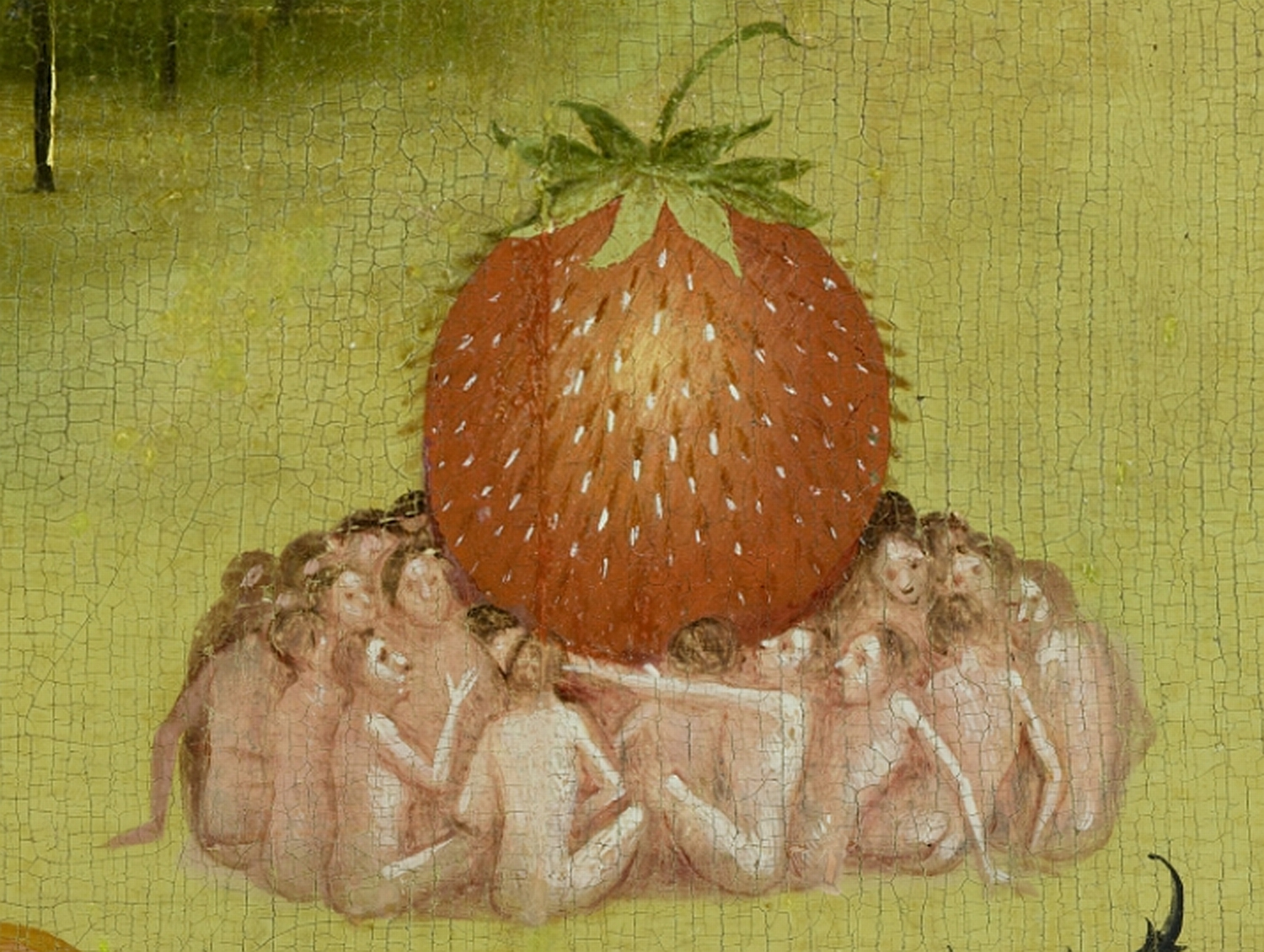
Detail: aardbei

## Interpretaties
De schilder wijkt zodanig van de bestaande iconografische traditie af, dat het werk zelfs voor de vroegste auteurs haast niet te interpreteren was. Elke auteur heeft dan ook zijn of haar eigen interpretatie van het werk, van uiterst negatief (als apotheose van zondigheid) tot positief (als utopisch liefdesparadijs).
In 1605 spreekt de Spaanse schrijver José de Sigüenza over ‘de ijdele glorie en het korte genot van de aardbei’. Hij zag in het werk een waarschuwing tegen aardse liefde, die zijn oorsprong vindt in de zondeval en waarvoor de eeuwige straf zal zijn de hel. Deze pessimistisch-moralistische uitleg komt bij de meeste auteurs voor, onder andere bij Ludwig von Baldass en Dirk Bax.
De Duitse kunsthistoricus Max Friedländer merkt op dat het werk van Bosch iets tweeslachtigs heeft. Enerzijds predikt hij hel en verdoemenis en anderzijds voegt hij allerlei satirische elementen toe. Volgens Friedländer is dit te verklaren door de afnemende rol van de kerk in Bosch’ tijd. De schilder zoekt de grenzen van het betamelijke op, maar nog steeds binnen een christelijk kader. Dit doet hij niet zozeer om zowel de kerk als de burgerij aan te spreken, maar omdat alle vormen van zondig gedrag een onuitputtelijke bron vormen om zich als schilder en als verhalenverteller te manifesteren.

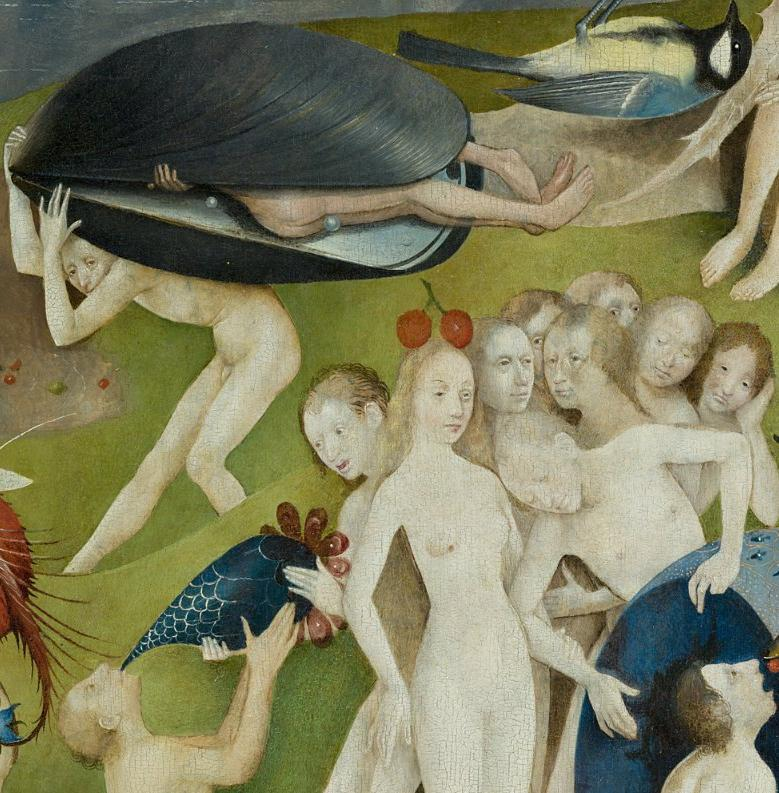
Detail: twee personen in een mossel. Rechtsboven een koolmees.

Volgens De Tolnay is het hoofdthema van De tuin der Lusten de ‘nachtmerrie van het menselijk bestaan’. Geheel in lijn met de in zijn tijd populaire psychoanalyse creëerde de schilder volgens hem een droomwereld, die een beroep deed op de moraal van de toeschouwer via zijn onderbewustzijn. Het schilderij moest de toeschouwer een beklemmend gevoel geven. Zo schrijft hij: ‘de aloë bijt in het naakte vlees, het koraal houdt de lichamen gevangen, en de schelp sluit zich om hen heen’.
Haaks hierop staat de mening van zijn tijdgenoot Wilhelm Fraenger. Volgens hem stelt het werk, althans het middenpaneel, een utopische wereld voor, waarin mens en natuur in volmaakt evenwicht zijn. De juiste titel zou volgens hem dan ook moeten zijn: de Tuin der Liefde. Als reactie hierop publiceerde Dirk Bax in 1956 een artikel, waarin hij Fraengers positieve uitleg ontkent en het werk de veelzeggende titel het Tuin der Onkuisheidsdrieluik geeft. De Poolse auteur Anna Spychalska-Boczkowska verklaart het vanuit de astrologie.
Volgens Roger Henri Marijnissen ligt de sleutel van een correcte interpretatie van De Tuin der Lusten in de linker en rechter binnenluiken. Tussen het Aards Paradijs, links, en de hel, rechts, bestaat volgens hem maar één plausibele relatie: de zonde. Vanwege de aard van de voorstelling op het middenpaneel gaat hij ervan uit dat hier de hoofdzonde Luxuria (lust) bedoeld is.
Bosch-auteur Paul Vandenbroeck is van mening dat het hier gaat om een vals paradijs. Vandenbroeck is hierin echter niet de eerste. De kunsthistoricus G.J. Hoogewerff omschreef De Tuin der lusten in 1936 al als ‘pseudo-paradijs’ en ook Léo Van Puyvelde omschreef het werk in 1956 als een fictief Eden dat de mens zich uit aardse verleidingen bouwt. Het idee van zo’n vals paradijs, of schijnparadijs, is afkomstig van de middeleeuwse literatuur. Het komt bijvoorbeeld in de Roman de la Rose voor als Liefdesparadijs, ter onderscheid van het echte Paradijs.
Het zou echter ook kunnen dat de schilder hier de wereld heeft weergegeven zoals die was voor de zondvloed of zich door bestaande voorstellingen hiervan heeft laten inspireren. Deze periode wordt de oertijd of de aetas aurea genoemd en komt voor in de volgende Bijbelpassage:

Zoals het ging in de dagen van Noach, zo zal het ook zijn in de dagen van de Mensenzoon. Ze aten en dronken, ze huwden en werden uitgehuwelijkt, tot de dag dat Noach de ark inging en de watervloed kwam die allen verdelgde.
— Matt. 24:37-39.

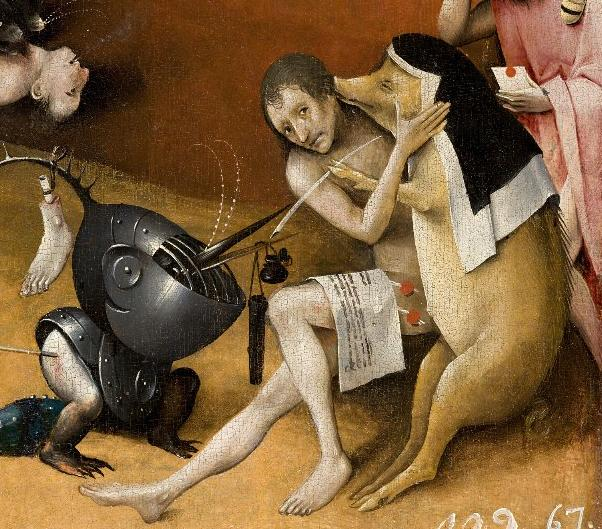
Detail: een als non verkleed varken dwingt een zondaar een schuldbekentenis te ondertekenen

De tuin der lusten zou in dit licht de toeschouwer kunnen herinneren aan het Laatste Oordeel, zoals dit beschreven wordt in de Openbaring van Johannes, waarbij Christus terugkeert op aarde en de uitverkorenen van de verdoemden scheidt. Ook in volksliteratuur uit het einde van de 15e en het begin van de 16e eeuw komt een 'Venusberg' of 'Graal' voor in de betekenis van een bestaand (schijn)paradijs, dat door stervelingen betreden kan worden, maar waar vrijwel niemand meer uitkomt. Ook de Duitse schrijver Heinrich Bebel waarschuwt in zijn Triumphis Veneris (1509) naar de zucht naar wellust en het lot van diegenen die hieraan toegeven aan het einde der tijden.
De tuin der lusten breekt radicaal met de bestaande iconografische traditie. Dit zou een aanwijzing kunnen zijn dat Bosch een aanhanger was van de Moderne Devotie. In deze stroming binnen de Katholieke Kerk, die einde 14e eeuw ontstond, stond een persoonlijke godsdienstbeleving en praktische levenswijsheid centraal.

## Stijl
Ook wat de stijl van De tuin der lusten betreft lopen de meningen uiteen. Over het algemeen wordt het werk tot de Renaissance gerekend. De Tolnay noemt het echter ‘de meest volmaakte expressie van de laat-gotische stroming’. De manier waarop het middenpaneel is geordend heeft volgens hem veel weg van een ‘weelderig flamboyant-gotisch ornament’ en bezit tevens ‘het overdadige van een “duizend-bloementapijt”’.

## Datering
Het werk wordt in de literatuur over het algemeen na 1500 gedateerd, door Charles de Tolnay omstreeks 1510, door Ludwig von Baldass na 1510. Dendrochronologisch onderzoek heeft echter aangetoond dat het werk op zijn vroegst al omstreeks 1466 ontstaan kan zijn. Het kan zo zijn geweest, dat er meer jaarringen zijn weggesneden dan gebruikelijk of dat het hout lang is blijven liggen, maar dit is niet erg waarschijnlijk. Bernard Vermet plaatst het werk vrij vroeg in Bosch’ oeuvre (1480-1490). Ook is het landschap van De tuin der lusten een stuk schematischer en dus, vermoedelijk, vroeger, dan bijvoorbeeld dat van het Antonius-drieluik, dat omstreeks 1501 of later te dateren is.
Ook geschreven bronnen wijzen op een vroege datering. In de 16e en 17e eeuw wordt verschillende malen melding gedaan van een tabula creationis mundi (schilderij van de schepping van de aarde), dat zich op het hoofdaltaar van de Sint-Janskathedraal te 's-Hertogenbosch bevond. Volgens een van deze vermeldingen moet het zeer kleurrijk geweest zijn en monsterlijke wezens uit de onderwereld bevat hebben. Het wordt in verband met Bosch gebracht, omdat zijn broer, Goessen van Aken, op 30 juni 1481 beloofde dat hij ‘die twee vlogels der tafelen dienende opten hoghen autaer der kercke van sunt Jans binnen deser stad van hoeren werck der scilderyen oft portatueren aengaende, wael en de lofbaerlyc opbereyden ende gereet maken zall, tussen nu ende Bamiss naestcomende tot hangens toe’ (de twee vleugels van het altaarstuk in gebruik op het hoogaltaar van de Sint-Janskerk in deze stad hun schilderwerk en portraiture aangaande goed en deugdelijk zal voltooien tot en met het ophangen, tussen nu en aanstaande Bamis). Tegen 17 december 1615 was het werk vervangen door een altaarstuk van de Utrechtse schilder Abraham Bloemaert en was het verplaatst naar achter de bisschopszetel. Niet lang daarna werd het werk ontmanteld. De zijluiken werden op 4 januari 1617 verkocht aan de stad 's-Hertogenbosch en opgehangen in het Bossche stadhuis. Gezien de verschillende beschrijvingen is het niet onmogelijk dat het hier gaat om een versie van De tuin der lusten. Als dit zo is, is het een belangrijke aanwijzing dat De tuin der lusten omstreeks 1481 of kort daarna ontstaan zou kunnen zijn. Volgens Borchert  is het 'zogoed als ondenkbaar dat het ooit als altaarretabel heeft gediend, omdat zijn iconografie en symboliek gewoonweg niet met het decorum van een kerk of kapel te rijmen vallen.'

## Herkomst
In 1517 gaf Antonio de Beatis, privésecretaris van kardinaal Luigi d'Aragona, een uitgebreide beschrijving van enkele ‘tavole de diverse bizzerie’ (panelen met verschillende fantasievolle voorstellingen) in het paleis van de graven van Nassau in Brussel. Men gaat er tegenwoordig van uit dat het hier gaat om De tuin der lusten. Hoe het werk in het Paleis van Nassau terechtkwam is niet bekend. Misschien heeft de toenmalige bewoner van het paleis, Hendrik III van Nassau (1483-1538), het werk besteld voor een van zijn huwelijken in 1503 of 1515. Daar hing ook een Hooiwagen van Bosch. Hendriks echtgenote Mencía de Mendoza bestelde bij Bosch een nieuwe versie, nadat de oude Hooiwagen was stukgegaan. Mogelijk heeft zijn oom Engelbrecht II van Nassau (1451-1504), een groot liefhebber en verzamelaar van kunst, het werk besteld. Later kwam het via René van Chalon in het bezit van Willem van Oranje. In 1567 hing het boven de schouw in de Grote Zaal van het paleis. In 1567/1568 confisqueerde Alva alle Brusselse bezittingen van Willem van Oranje, waaronder ‘ung grand tableau de Jeronimus Bosch’ (een groot schilderij van Jheronimus Bosch). Omdat de prins voor zover bekend slechts één groot schilderij van Bosch bezat, wordt er ook hier van uitgegaan dat het om De tuin der lusten gaat. Alva liet een van de bewakers folteren om uit te vinden waar het schilderij hing. Alva liet het schilderij vervolgens naar Spanje overbrengen, waar hij het aan zijn bastaardzoon, de johannieterprior Don Fernando de Toledo (1527-1591) gaf. Na zijn dood werd zijn bezit geveild of rechtstreeks verkocht. Zodoende kwam De tuin der lusten en waarschijnlijk ook een Verzoeking van de heilige Antonius en een schilderij met ‘diversos diparatos’ (verschillende spreekwoorden) in 1591 in het bezit van Filips II van Spanje. Deze liet het werk vervolgens in 1593 overbrengen naar het Escorial. Filips II bracht er een unieke verzameling schilderijen van Bosch bijeen. In 1939 werd het vanuit het Escorial overgebracht naar het Prado, al is het officieel nog steeds eigendom van de koning van Spanje. Veel deskundigen, onder wie meerdere historici en andere wetenschappers beschouwen het werk als roofkunst, omdat het na het confisqueren door Alva niet aan de Spaanse koning werd overgedragen, maar aan een zoon van Alva. De koning moest het later kopen om het werk in zijn bezit te krijgen. Daarmee vervalt de zogenaamd wettelijke onteigening. Prinses Beatrix is de rechtmatige erfgenaam, maar zij vecht de status van roofkunst niet aan. In Spanje wordt de Tuin der Lusten beschouwd als nationaal erfgoed en eigendom van het Spaanse Koningshuis. De Noord-Brabantse vereniging Bosch Y Bosco eist dat De tuin der lusten terugkeert naar Brabant.

## Kopieën
Van De tuin der lusten bestaan verschillende kopieën. De oudste hiervan bestaat alleen uit de binnenzijde van het linkerpaneel en bevindt zich eveneens in het Prado in Madrid. Het zou samen met een kopie van het middenpaneel dat zich vroeger in de verzameling van de Comte de Pomereu in Parijs bevond, deel hebben uitgemaakt van één drieluik. De opmerkelijkste repliek is een wandtapijt, dat midden 16e eeuw in Brussel gemaakt is als onderdeel van een vijfdelige set. In het Escorial bevindt zich een kopie van het linkerluik, dat echter dendrochronologisch 11 jaar ouder gedateerd is dan De tuin der lusten in Madrid.
| Verblijfplaats                                                                            | Type         | Datering      | Afbeelding |
| ----------------------------------------------------------------------------------------- | ------------ | ------------- | ---------- |
| Prado, Madrid                                                                             | Linkerpaneel | 1480-1490 (?) |            |
| Brussel, privéverzameling (voorheen Comte de Pomereu)                                     | Middenpaneel | 1501-1550     |            |
| Duitse privéverzameling (voorheen uitgeleend aan Germanisches Nationalmuseum, Neurenberg) | Middenpaneel | Ca. 1540.     |            |
| Szépművészeti Múzeum, Boedapest                                                           | Middenpaneel | Voor 1568     |            |
| Wellcome Collection, Londen                                                               | Middenpaneel | Ca. 1500 (?)  |            |
| Escorial                                                                                  | Wandtapijt   | 1501-1600     |            |

## Navolging
Daarnaast is De tuin der lusten in de 16de eeuw door verschillende Jheronimus Bosch-navolgers geciteerd en geparafraseerd. In het Kunsthistorisches Museum in Wenen bevindt zich bijvoorbeeld een pastiche van het linkerluik. Het meest is echter gebruikgemaakt van het rechterluik, voor zowel religieuze als mythologische voorstellingen. Zo gebruikte de Antwerpse schilder Marcellus Coffermans het voor een Laatste Oordeel-drieluik, en een anonieme schilder voor een Andreas wordt door Charon de Styx overgezet.
| Titel                                           | Verblijfplaats                  | Herkomst       | Datering  | Afbeelding |
| ----------------------------------------------- | ------------------------------- | -------------- | --------- | ---------- |
| Paradijs                                        | Kunsthistorisches Museum, Wenen | Linkervleugel  | Ca. 1520  |            |
| Laatste Oordeel                                 | Verblijfplaats onbekend         | Rechtervleugel | 1480-1516 |            |
| Hellescene met parafrase uit De tuin der lusten | Kupferstichkabinett Dresden     | Rechtervleugel |           |            |

Schilderijen: Kruisdraging · De tuin der lusten · De keisnijding · Hooiwagen-drieluik · Calvarie met schenker · De Heilige Hiëronymus in gebed · Driekoningen-drieluik · Heilige Christoforus · Johannes de Doper in de wildernis · Johannes de Evangelist op Patmos · Antonius-drieluik · Verzoeking van de heilige Antonius (São Paulo) · De marskramer · Het narrenschip · Allegorie op de gulzigheid · De dood van een vrek · Heremieten-drieluik · Drieluik van de gekruisigde martelares · Visioenen uit het hiernamaals · Zondvloed en hel